# بنات الورق
بنات الورق (بالإنجليزية: Paper Girls)‏ هي كوميك خيال علمي من تأليف بريان فون، ونُشرت في إميج كومكس.